# Magic Kids
Magic Kids är ett indiepop- och rockband från Memphis, Tennessee. De är för närvarande skrivna på True Panther Sounds, av Matador Records.

## Medlemmar
- Bennett Foster - sång, gitarr
- Will McElroy - keyboard
- Ben Bauermeister - trummor
- Michael Peery - bas, sång
- Alex Gates - gitarr, sång
- Alice Buchanan - violin, sång (live-medlem)

## Diskografi
Studioalbum
- Memphis (2010)

Singlar
- Hey Boy (2009)
- Imagine, Pt. 3 / Superball (2010) (delad singel med Smith Westerns)
- Superball (2010)